# La Vallée des Brontosaures
Ne doit pas être confondu avec Les Chasseurs de dinosaures.
La Vallée des brontosaures est le 10e roman de la série Bob Morane écrit par Henri Vernes et publié en 1955 par les éditions Gérard et Cie dans la collection Marabout junior (n°54).

## Personnages
- Bob Morane : aventurier.
- Allan Wood : ami de Bob Morane. Amoureux du continent africain, il habite Walobo en Afrique centrale où il guide les touristes dans leurs safaris.
- Leni Hetzel : fille du professeur Karl Hetzel et paléontologue comme lui. Elle veut découvrir la vallée des brontosaures et prouver que des espèces américaines de dinosaures ont pu également vivre dans l'Ancien Monde.
- M'Booli : serviteur d'Allan Wood. Originaire de la tribu des Balébélés.
- Peter Bald : marchand sans scrupule de Walobo. Il accepte de servir de guide à Leni Hetzel vers la vallée des brontosaures où il croit trouver des diamants.
- Brownsky : son vrai nom est Frederick Brown. Marchand d'ivoire de Walobo. Complice de Peter bald.
- Chest : homme de main de Peter Bald. Ivrogne invétéré.
- Bankûtuh : chef de la tribu des Balébélés qui vit sur un plateau quasi inaccessible à l'est de Walobo. Il veut garder sa complète indépendance vis-à-vis les Blancs.

## Résumé
L'aventure se passe en Afrique centrale. Bob Morane est le passager d'un bateau à vapeur qui doit se rendre à Walobo où habite son ami Allan Wood qui a promis de le guider dans son safari-photo. Pendant le voyage, il sauve une jeune passagère d'une agression. Celle-ci, Leni Hetzel, est la fille d'un paléontologue qui a découvert en Afrique une vallée où se trouveraient des os de dinosaures américains. Leni Hetzel veut réhabiliter la mémoire de son père en tentant de retrouver cette vallée et prouver ainsi que des dinosaures américains ont pu vivre dans l'Ancien Monde. La vallée en question, perdue dans la savane africaine, est censée contenir des brontosaures et des tyrannosaures, dinosaures typiquement américains.
À Walobo, Leni Hetzel demande à Allan Wood de lui servir de guide mais celui-ci refuse. Le danger des hommes-léopards est en ce moment trop grand. Dépitée, elle se rabat sur un marchand de l'endroit, Peter Bald, qui accepte de l'emmener. Celui-ci, guidé par la cupidité, a entendu parler de diamants qui seraient cachés dans la vallée des brontosaures.
L'expédition part donc, à la grande surprise de Morane et de Wood. Ceux-ci décident de la suivre après que des hommes-léopards se soient approchés de Walobo pour y commettre des crimes. Sur leur chemin, ils doivent affronter des créatures mythiques tels que le mngwa, l'ours Nandi et le chipekwe. Ils obtiennent l'aide de Bankûtuh, le chef des Balébélés, une tribu qui garde farouchement son indépendance face aux Blancs, et parviennent à tirer Leni Hetzel et Peter Bald des griffes des hommes-léopards, Ceux-ci ont pu tuer les complices de Bald, Brownsky et Chest. La vallée des brontosaures est retrouvée, et Peter Bald est finalement abattu par un homme-léopard. Leni Hetzel peut enfin réhabiliter la mémoire de son père. L'aventure se termine par son mariage avec Allan Wood.

## Adaptation
Le roman a été adapté en bande dessinée en 1997 par Felicísimo Coria.